# Miasto Ivanić-Grad
Miasto Ivanić-Grad (chorw. Grad Ivanić-Grad) – jednostka administracyjna w Chorwacji, w żupanii zagrzebskiej. W 2011 roku liczyła 14 548 mieszkańców.